# Gunderic de Toledo
Gunderic o Gundericus (mort abans del 711) era l'Arquebisbe de Toledo del periòde entre Fèlix i Sindred aproximadament a partir del 701.
La Crònica mossàrab de 754 (Continuatio Hispana) l'esmenta en la seva entrada corresponent a l'any 701 com Toletane Sedis Metropolitanus Episcopus La següent entrada de la crònica en la qual s'esmenta a un bisbe toledà correspon ja a l'any 711, on apareix Sinderedus com a bisbe. Per tant, l'episcopat de Gunderic va haver de correspondre als primers anys del segle viii.
Alguns autors l'identifiquen amb Gunderic, que fou bisbe de Sigüenza entre els anys 688 i 693; altres apunten que aquesta opinió es basa només en la igualtat dels seus noms.
Era un visigot altament elogiat a la Crònica de 754. Un home molt bo que va fer molts miracles. Encara que era un home culte, no s'han conservat cap de les seves escriptures.
Presidí el Divuitè Consell de Toledo (probablement l'any 703), que podria haver estat promogut pel mateix rei Vítiza per forçar matrimoni en el sacerdoci.